# Sinagoga vecchia di Dortmund
La sinagoga vecchia di Dortmund, oggi scomparsa, era la più grande tra le sinagoghe della città di Dortmund in Germania. Costruita tra il 1895 e il 1900 in stile neogotico, fu una delle tre sinagoghe monumentali della Germania la cui demolizione fu decretata dalle autorità naziste nell'estate del 1938, prima ancora che la quasi totalità di esse andasse distrutta nel novembre dello stesso anno negli incendi della notte dei cristalli (Kristallnacht).

## Storia
Nell'Ottocento la comunità ebraica di Dortmund, così come nel resto della Germania, aveva conosciuto uno straordinario sviluppo economico e demografico. Si imponeva l'edificazione di nuovi e più ampi luoghi di culto. La costruzione della nuova sinagoga ebbe inizio nel 1895 e si concluse nel giugno 1900 con la solenne cerimonia di inaugurazione avvenuta alla presenza delle massime autorità civili e religiose della città.
Allo stile neomoresco, che a metà Ottocento si era affermato in tutta Europa come stile privilegiato nell'edificazione delle sinagoghe monumentali post-emancipazione, si preferì uno stile neogotico, considerato meno esotico e più conforme alla tradizione nazionale tedesca. Il progetto fu affidato all'architetto tedesco Eduard Fürstenau.
La sinagoga era imponente. La costruzione era dominata dalla grandiosa cupola ottagonale sotto cui si apriva l'ampia sala di preghiera, che poteva ospitare comodamente seduti 750 uomini e 450 donne.
Per alcuni decenni la sinagoga servi' egregiamente ai bisogni di una comunità in rapida espansione e che nei primi anni trenta era giunta a contare oltre 4.000 membri.
Proprio per la sua visibilità e bellezza architettonica la sinagoga finì ben presto nel mirino delle nuove autorità naziste decise ad eliminare le tracce più evidenti della presenza ebraica in Germania. Nell'estate 1938, adducendo futili ragioni urbanistiche, sotto minaccia di esproprio la comunità ebraica fu costretta a vendere alla città la proprietà dell'edificio, onde vedersi immediatamente confiscato il denaro ricevuto. Il 21 settembre 1938 nel corso di una speciale cerimonia pubblica, la palla dorata in cima alla cupola fu rimossa, dando così ufficialmente inizio ai lavori di demolizione. Il 19 ottobre 1938 fu fatta saltare la grande cupola. I lavori di rimozione delle macerie saranno completati nei due mesi seguenti.
La sinagoga vecchia di Dortmund fu la terza tra le sinagoghe monumentali della Germania ad essere demolite dalle autorità naziste. Lo stesso destino era toccato nel giugno 1938 alla sinagoga vecchia maggiore di Monaco e quindi in agosto alla sinagoga maggiore di Norimberga, fino a che la quasi totalità delle oltre 1.000 sinagoghe tedesche (incluse le altre esistenti a Dortmund) andò distrutta in novembre negli incendi della notte dei cristalli (Kristallnacht).

## La memoria
La comunità ebraica di Dortmund fu praticamente annientata con l'Olocausto, per rinascere faticosamente solo nel dopoguerra. Una nuova sinagoga fu aperta nel 1970 ed ampliata nel 1998.
Sul luogo dove sorgeva la sinagoga fu costruito nel 1958-1965 il nuovo teatro dell'opera di Dortmund.
Dal 1998, il piazzale in fronte al teatro è stato ufficialmente chiamato Platz der Alten Synagoge ("piazza della sinagoga vecchia"). Una pietra commemorativa e una targa furono collocati uno nella piazza e l'altro sul lato sud del teatro, a ricordo della sinagoga scomparsa.

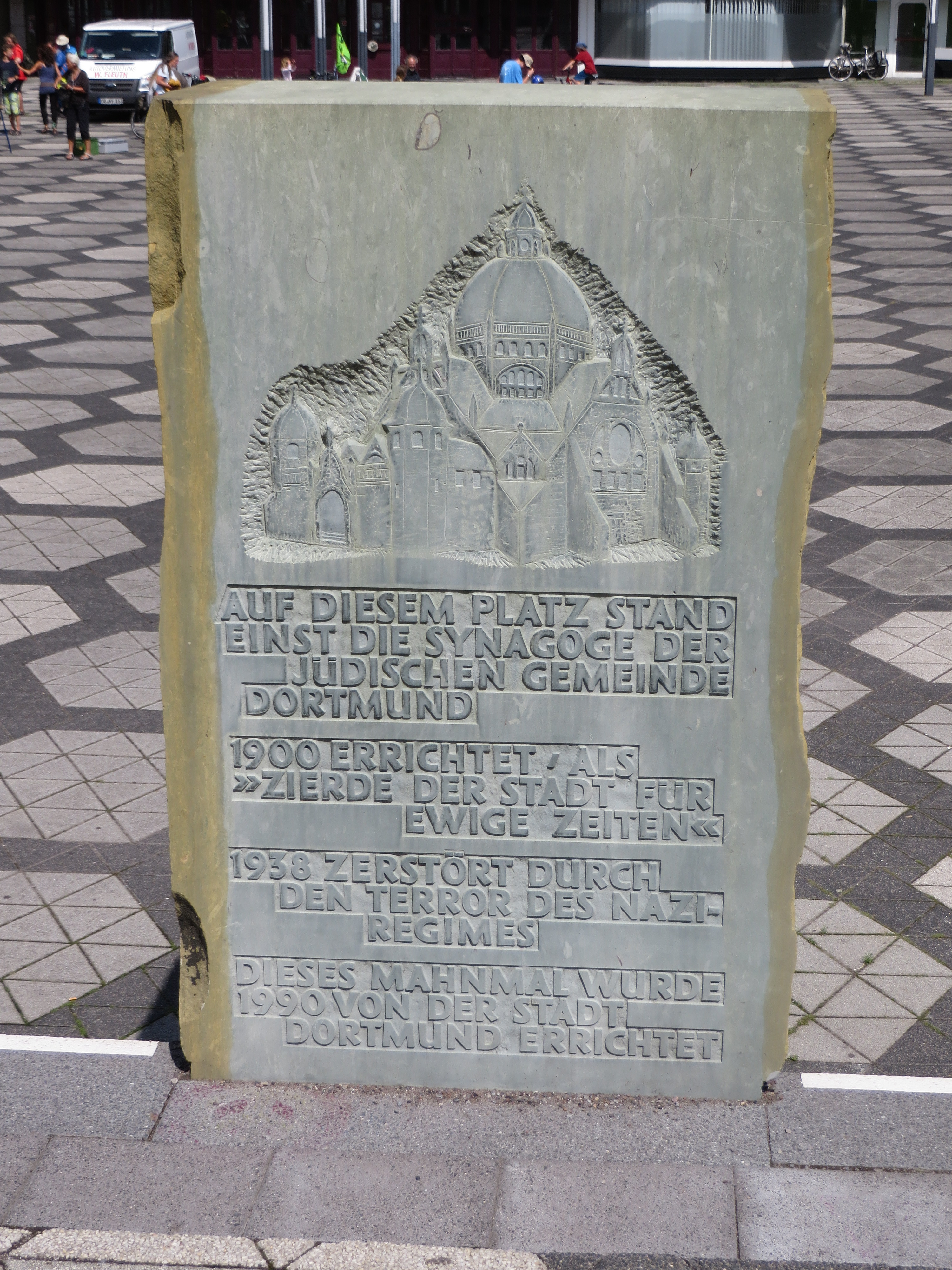
Memoriale (lato sud)
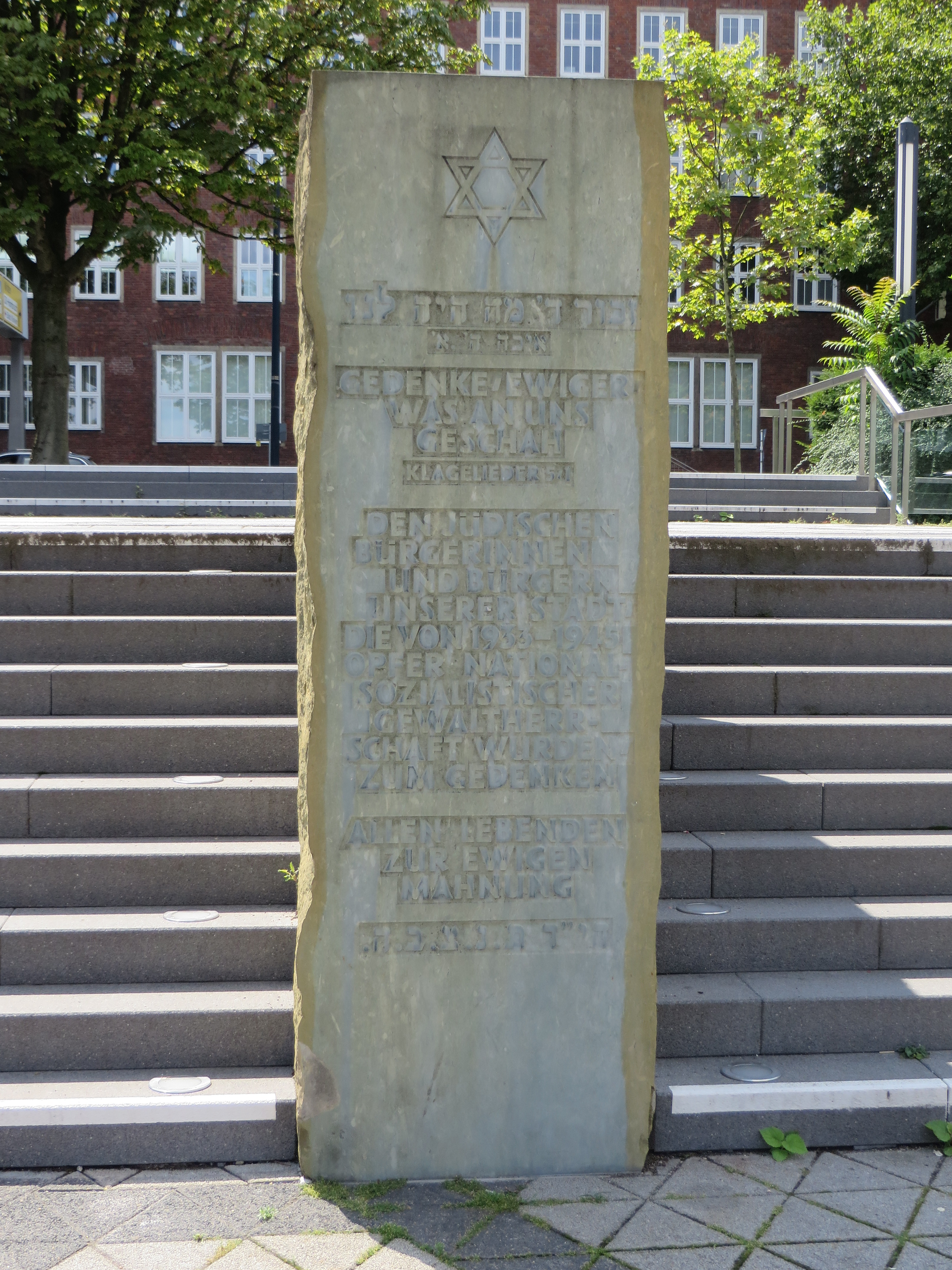
Memoriale (lato nord)
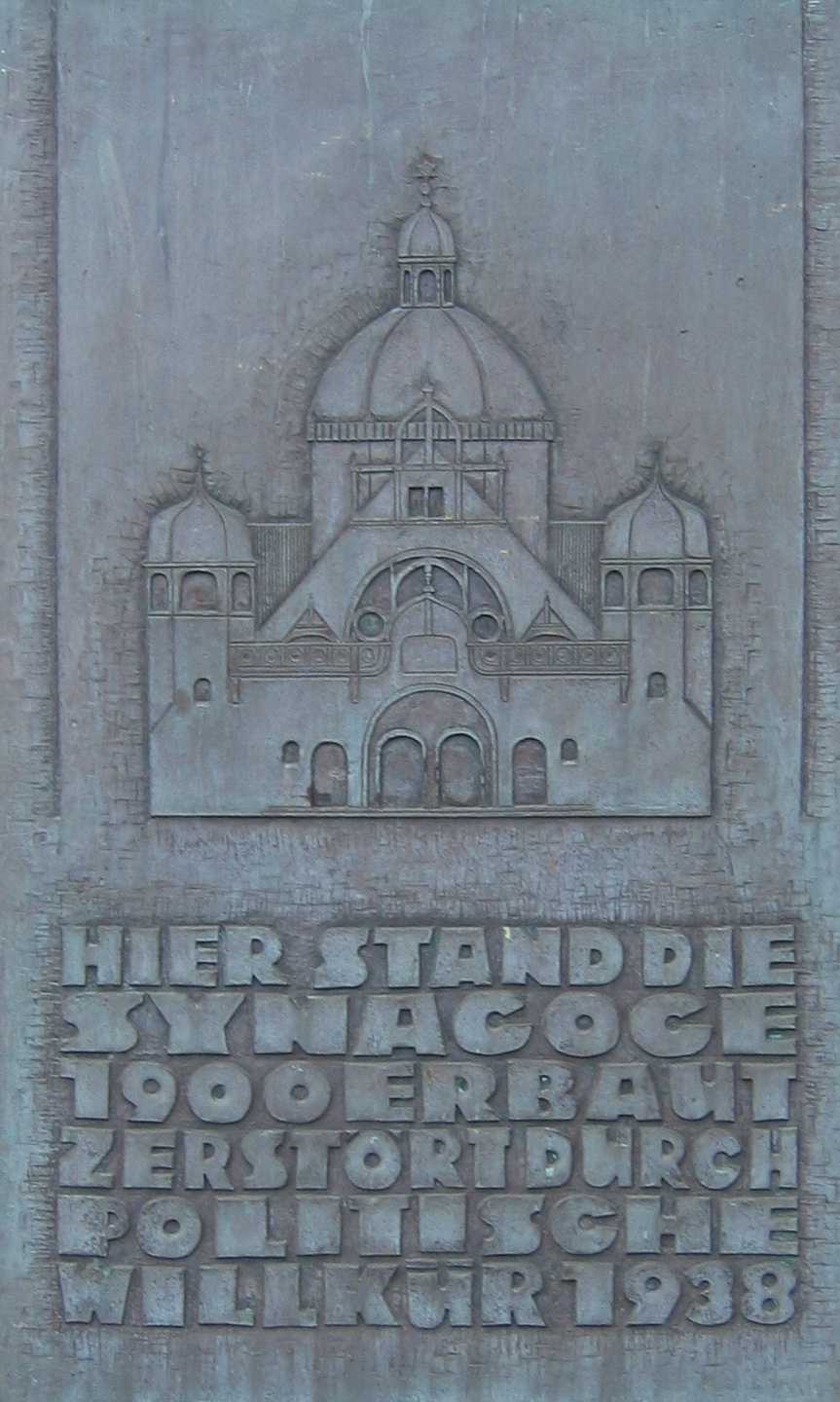
Memoriale (particolare)